# Podolestes chrysopus
Podolestes chrysopus är en trollsländeart som beskrevs av Selys 1889. Podolestes chrysopus ingår i släktet Podolestes och familjen Megapodagrionidae. Inga underarter finns listade i Catalogue of Life.